# إيه دي إس-بي

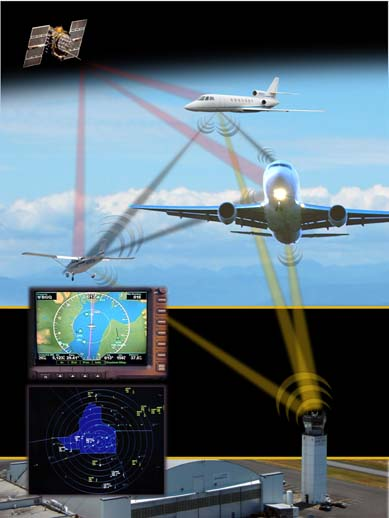
نظام ADS-B

إيه دي إس-بي (بالإنجليزية: ADS-B)‏ هو نظام مراقبة يستخدم في التحكم في الحركة الجوية للطائرات وتطبيقات أخرى شبيهة. كل طائرة مزودة بهذا النظام تحدد تموقعها الجغرافي بنظام تحديد المواقع (جي إن إس إس)، وترسل هذا الموقع بالإضافة إلى معلومات أخرى (حالة الطقس، سرعة الرياح، سرعة الطائرة... ) دوريا إلى المحطات الأرضية.

## مبدأ ال ADS-B
إيه دي إس-بي هو أولاً وقبل كل شيء وسيلة مراقبة، أي وسيلة للتحكم في الحركة الجوية للتعرف على موقع الطائرات بفضل أنظمة تحديد المواقع الساتلية (مثل  نظام التموضع العالمي (GPS) و غلوناس وقريبا غاليليو غاليلي)، حيث ان الطائرات تعرف موقعها بدقة أكثر من التحكم الأرضي، لأن الرادارات لها دقة محدودة، فالطائرة تحسب موقعها، وترسله بانتظام عن طريق موجات الراديو. هذا هو مبدأ المراقبة التابعة، لأنه يعتمد على الوسائل المثبتة في الطائرة. 
يوجد نوعان من المراقبة التابعة: 
- إيه دي إس-سي ads-c
- إيه دي إس-بي ads-b

إيه دي إس-سي ads-c يعتمد على ربط الاتصال: يجب أولا ربط الاتصال بين الطائرة و المحطة المهتمة، من بعد ذلك فالطائرة سوف ترسل مرة واحدة أو دوريا موقعها، و غالبا ما يستعمل في المناطق المحيطية باستعمال الأقمار الصناعية، و بما أن هذه الاتصال مكلف، فإن معدل إرسال المعلومات يكون منخفضًا بشكل عام، على سبيل المثال كل دقيقة أو كل عشر دقائق.
إيه دي إس-بي ads-b يعمل على أساس البث: لا يوجد أي اتصال. ترسل الطائرة بشكل منتظم موقعها ومعلومات أخرى من خلال بث إذاعي يطلق عليه "ADS-B out" إلى جميع المستخدمين المهتمين، وعادةً ما يكون جهاز التحكم الأرضي، ولكن أيضًا طائرات أخرى إذا كانت مجهزة بجهاز استقبال ( يسمى ADS-B "in"). يعتمد معدل إرسال الموقع على مرحلة الطيران، على سبيل المثال كل عشر ثوانٍ في الطريق وكل ثانية على النهج.
وبالتالي يعد ADS-B أكثر من وسيلة مراقبة، لأنه يسمح للطائرة المزودة بـ ADS-B "in" بمعرفة موقع الطائرات الأخرى التي تحيط بها، على الأقل تلك المجهزة أيضًا ب "ADS-B، وبدقة أعلى بكثير من نظام تجنب التصادم الجوي TCAS، بالإضافة إلى ذلك لا تحتوي رسائل ADS-B على الموضع (3D) فحسب بل أيضًا على معلومات أخرى (تعتمد على التنفيذ) مثل تحديد الهوية والسرعة والعنوان والمحطات القادمة (قوائم النقاط التالية) من الطريق المخطط له).
تتمثل إحدى مزايا ADS-B في أنه نظرًا لأن الطائرات تبث مكانها عبر موجات الراديو بانتظام وبطريقة شاملة في كل الاتجاهات، فلا حاجة للرادار: يمكن لهوائي راديو على الأرض استقبال هذه الرسائل وبطريقة غير مكلفة إطلاقا.